# Шай Макбрайд
Кенет „Шай“ Макбрайд (на английски: Kenneth „Chi“ McBride; роден на 23 септември 1961 г.) е американски филмов и телевизионен актьор.

## Избрана филмография
- Изисканият джентълмен (1992)

- Тина (1993)
- Женени с деца (1994, сериал)
- Сянката на смъртта (1996)
- Гангстер (1997)
- Код „Меркурий“ (1998)
- Да изчезнеш за 60 секунди (2000)
- Слайдърс (2000, сериал)
- Хлапакът (2000)
- Адвокатите (2001, сериал)
- Отдел „Наркотици“ (2002)
- Брат под прикритие (2002)
- От люлка до гроб (2003)
- Аз, роботът (2004)
- Терминалът (2004)
- Адвокатите от Бостън (2005, сериал)
- Д-р Хаус (2005, сериал)
- Анаполис (2006)
- Хайде в пандиза (2006)
- Монк (2006, сериал)
- Първата неделя (2008)
- Осмо чувство (2010, сериал)
- Как се запознах с майка ви (2011, сериал)
- Костюмари (2011, сериал)
- Финиъс и Фърб (2013, анимационен сериал)
- Хавай 5-0 (2013, сериал)
- Истории от заложната къща (2013)
- Върховният Спайдър-Мен (2012, сериал)
- Това сме ние (2021, сериал)